# نهر يانا

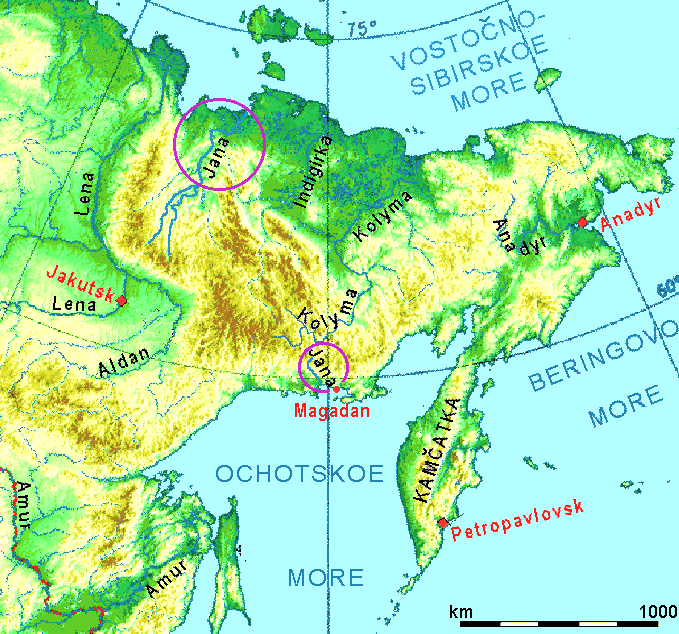
خريطة توضح نهري يانا في الشرق الأقصى الروسي. نهر هذه المقالة هو النهر الشمالي الذي يصب في بحر لابتيف.

نهر يانا، (بالروسية: رها، إبا: [جين] ؛ ياكوت: ، كان)، هو نهر في سخا في روسيا، يقع بين نهر لينا في الغرب ونهر إنديغيركا من الشرق.

## دورة
يبلغ طولها 872 كيلومترًا (542 ميلًا)، ويغطي حوض الصرف 238000 كيلومتر مربع (92000 ميل مربع). بما في ذلك أطول نهر منبعه، نهر سارتانغ، يبلغ طوله 1492 كم (927 ميل). يبلغ إجمالي تصريفها السنوي حوالي 35 كيلومترًا مكعبًا (28.000.000 فدان). يحدث معظم هذا التفريغ في مايو ويونيو حيث يتكسر الجليد على النهر. يتجمد نهر يانا على السطح في أكتوبر ويبقى تحت الجليد حتى أواخر مايو أو أوائل يونيو. في منطقة فيرخويانسك، تظل مجمدة في القاع لمدة 70 إلى 110 يومًا، ومجمدة جزئيًا لمدة 220 يومًا في السنة.
يبدأ النهر عند التقاء نهري سارتانغ ودولغالاخ. يتدفق شمالًا عبر أراضي يانا انديقيركا المنخفضة الشاسعة، وهي جزء من الأراضي المنخفضة في شرق سيبيريا الكبرى، وتتقاسمها مع انديقيركا إلى الشرق.  بينما يتدفق النهر إلى خليج يانا في بحر لابتيف، فإنه يشكل دلتا نهر ضخمة تغطي 10200 كيلومتر مربع (3900 ميل مربع). ياروك هي جزيرة مسطحة كبيرة تقع شرق الأفواه الرئيسية لنهر يانا.
يوجد ما يقارب عدد 40.000 بحيرة في حوض نهر يانا، بما في ذلك بحيرات جبال الألب التي تشكلت من التجلد في جبالفيرخويانسك (كانت الأراضي المنخفضة دائمًا جافة جدًا للتجمد) والفائض من البحيرات على سهول المستنقعات في شمالالحوض. يقع حوض نهر يانا بأكمله تحت التربة الصقيعية المستمرة ومعظمها عبارة عن غابات الصنوبر المتدرجة إلى التندراشمال حوالي 70 درجة شمالًا، على الرغم من أن الأشجار تمتد في الموائل الدقيقة المناسبة إلى الدلتا.
الروافد الرئيسية لنهر يانا هي ادياكا واولوزو واباربيات من اليمين وباتانتي وبيكي من اليسار. معظم هذه الروافد عبارة عن أنهار قصيرة تتدفق من جبال فيرخويانسك أو سلسلة جبال تشيرسكي، وهي جزء من جبال شرق سيبيريا.
الموانئ الرئيسية على نهر يانا هي فيرخويانسك وباتاجاي وأوست-كويغا ونيجنيانسك.
حوض يانا هو موقع ما يسمى بالقطب البارد لروسيا، حيث توجد أدنى درجات الحرارة المسجلة في نصف الكرة الشمالي. في فصل الشتاء، تصل درجات الحرارة في وسط الحوض إلى -51 درجة مئوية (-60 درجة فهرنهايت) وتصل إلى -71 درجة مئوية (-96 درجة فهرنهايت) على الرغم من أنه يعتقد في الجبال أن درجات الحرارة وصلت إلى -82 درجة مئوية (-116 درجة فهرنهايت).
يقول فولكلور ياقوت أنه في مثل هذه درجات الحرارة، إذا صرخت لصديق ولم يتمكن من سماعك، فذلك لأن الكلمات قد تجمدت في الهواء. ومع ذلك، عندما يأتي الربيع عبارة «ذوبان الجليد» ويمكن للمرء أن يسمع كل ما قيل منذ شهور.

## التاريخ
يستضيف نهر يانا أول موقع معروف لسكن الإنسان في القطب الشمالي، مع وجود أدلة على وجود سكن في الدلتا منذ 32000 عام، أي حوالي 3500 عام قبل العصر الجليدي الأخير الأقصى).
في 1633-38 أبحر لليلا بيرفيليف وإيفان ريبروف أسفل نهر لينا وإلى الشرق على طول ساحل القطب الشمالي إلى مصب نهر يانا وصلا إلى مصب نهر إنديغيركا.
في 1636-42 اتبعت إليسي بوزا نفس الطريق.
 في الفترة من 1638-40، صعد بوزنيك إيفانوف أحد روافد نهر لينا السفلي، وعبر سلسلة جبال فيرخويانسك إلى أعلى نهر يانا، ثم عبر سلسلة جبال تشيرسكي إنديغيركا.
في 1892-1894، أجرى البارون إدوارد فون تول، برفقة زعيم الحملة ألكسندر فون بونج، مسوحات جيولوجية في حوض نهر يانا (من بين أنهار سيبيريا الشرقية الأخرى) نيابة عن الأكاديمية الإمبراطورية الروسية للعلوم. خلال عام واحد ويومين، غطت البعثة 25000 كيلومتر (16000 ميل)، منها 4200 كيلومتر (2600 ميل) كانت فوق الأنهار، وأجرت مسوحات جيوديسية في الطريق.